# Woningstichting Labor
Woningstichting Labor was een woningbouwvereniging die in 1933 werd opgericht in Amsterdam door het bestuur van de Amsterdamsche Vereeniging tot het bouwen van Arbeiderswoningen (AVA). Dit gebeurde omdat na de inwerkingtreding van de Woningwet van 1902 de AVA niet voldeed aan de vereisten om als woningbouwvereniging toegelaten en gesubsidieerd te worden. De nieuwe stichting kon wel aanspraak maken op overheidsgeld.
Met deze subsidie kon Labor in 1936 in de nieuwe wijk Landlust woningen bouwen in de Anna van Burenstraat, de Charlotte de Bourbonstraat, de Karel Doormanstraat en de Willem de Zwijgerlaan.
In 1954 werd de bouw van 247 woningen in Slotervaart als onderdeel van het Algemeen Uitbreidingsplan voorlopig aan de stichting toegewezen.
In 1975 werd Labor de nieuwe eigenaar van alle vastgoed van de Amsterdamsche Vereeniging tot het bouwen van Arbeiderswoningen, toen de stichting alle woningen van de moedermaatschappij renoveerde. 
Woningstichting Labor en woningstichting Eigen Haard in Amsterdam fuseerden in 1992. 